# Anopheles guatemalensis
Anopheles guatemalensis este o specie de țânțari din genul Anopheles, descrisă de Leon în anul 1938. Conform Catalogue of Life specia Anopheles guatemalensis nu are subspecii cunoscute.